# Garin le Lorrain
Garin le Lorrain (Garin le Loherain) est une chanson de geste du XIIe siècle, qui fait partie du Cycle des Lorrains. Première branche du cycle originel Garin-Girbert, elle raconte, pour l'essentiel, la naissance de la guerre entre les Lorrains et les Bordelais et la vendetta qui suivit les morts des deux grands Lorrains : Bégon et Garin. La chanson s'arrête à la prise de Gironville par les Lorrains, sans que la paix ne s'installe véritablement (le texte de Girbert de Metz prenant immédiatement en charge le récit de la suite des événements). 
Longue de plus de 16000 décasyllabes, cette chanson anonyme (malgré l'attribution ambigüe de certains manuscrits à Jehan de Flagy), constitue avec Girbert de Metz, dont elle n'est jamais séparée dans les témoins, l'une des œuvres les plus diffusées de la littérature épique médiévale française avec une vingtaine de représentants et autant de fragments. Chef-d’œuvre de l'art épique, le noyau de la Mort Bégon a pu constituer une œuvre indépendante avant que différents remaniements ne fassent émerger l’œuvre désormais connue sous le titre de Garin.

## Résumé

### La Mort d’Hervis
La chanson commence avec l’invasion de la France par les Vandres. Aidé d’Hervis de Metz, le roi Charles Martel parvient à délivrer le pays, mais il meurt au cours des combats. Hervis fait couronner Pepin, puis se marie ; deux enfants naissent : Garin et Bégon. Une nouvelle invasion a lieu et Hervis est tué. Ses deux enfants se réfugient à la cour de Pepin.

### Le début des hostilités, la bataille de Valparfonde, et le siège de Saint Quentin
De nouvelles invasions ont lieu : Thierry, le roi de Maurienne, demande l’aide du roi Pépin. Celui-ci, conseillé par le Bordelais Hardré, refuse cette aide. Cela scandalise Garin et Bégon, qui décident d’aider le roi Thierry, en compagnie de Fromont, un jeune bordelais. Mais avant la bataille, Fromont abandonne les Lorrains qui, seuls, battent les païens. Après cette victoire, Thierry, qui se voit mourir, accorde la main de sa fille Béatrice à Garin. C’est le début de la jalousie du clan des Bordelais. À la cour, une dispute éclate entre les Lorrains et les Bordelais, dispute qui se solde par la mort d’Hardré. La guerre s’installe entre les deux lignées, marquée par d’importantes batailles dans le nord de la France, notamment à Cambrai et à Saint-Quentin. Les Bordelais sont finalement vaincus.

### La deuxième guerre et le siège de Naisil
Alors que Garin doit épouser Blanchefleur, une trahison des Bordelais conduits à la séparation des deux jeunes gens ; c’est finalement Pépin qui épouse Blanchefleur. Une nouvelle dispute éclate pendant les noces, les Bordelais sont obligés de fuir. S’ensuit le siège de Naisil qui voit une nouvelle défaite des Bordelais. Garin et Bégon trouvent tous deux une femme, et de leur union naîtront Girbert et Gérin.

### La troisième guerre et le siège de Belin
La trêve entre les deux lignées est de courte durée. Une nouvelle trahison d’un Bordelais, Thibault, qui blesse gravement Gérin, relance les hostilités. Ce sont les Lorrains qui cette fois-ci sont assiégés à Belin. Gérin est secouru par son frère et l’assaut est mené sur Bordeaux qui est finalement incendié. Les Bordelais, une fois encore, capitulent.

### La mort de Bégon et la vendetta lorraine
Au cours d’une partie de chasse, Bégon est tué par des Bordelais. Aussitôt, Rigaud, un jeune Lorrain, ravage les terres bordelaises, rejoints par Garin qui, quand il apprend la mort de son frère, décide de mener une campagne sans merci contre la lignée bordelaise. Cette nouvelle guerre s’achève par l’incendie de Bordeaux.

### La mort de Garin et la bataille de Gironville
Garin impose une paix de trois ans, au terme de laquelle, pris de remords après sa vendetta, il décide de partir en pèlerinage. Il convoque alors les Bordelais, qui profitent de l’occasion pour lui tendre une embuscade et l’assassinent. Les hostilités reprennent une fois encore, avec des affrontements dans tout le Bordelais, et notamment autour de Gironville. La chanson s’achève après la mort de Rigaud, dans une situation de statu quo plutôt favorable aux Lorrains, quand bien même les Bordelais ne sont pas tout à fait vaincus.

## Un extrait célèbre: la mort de Garin le Lorrain
Poursuivi par les Bordelais qui l'ont trahi, voici les derniers instants de Garin dans la traduction d'Édélestand Du Mérie : « Le Loherain Garin s'en va vers la chapelle que fit l'ermite ; il marche l'épée tirée, l'écu mis en avant, tout à pied, défendant son parti. Le duc entre en courant dans le moutier, il va offrir son écu sur l'autel et réclame l'assistance de dieu qui ne mentit jamais : « J'ai péché envers vous, Seigneur, cela me cause du chagrin ; de même que vous pardonnâtes vraiment à Longin le coup mortel dont il vous a frappé, de même gardez-moi de mort et péril. Si je l'avais pu, je serais allé vous servir en juste croisade contre les Sarrazins ». Mais voici là-dessus l'évêque Lancelin, avec lui Guillaume l'Orgueilleux, de Monclin, le comte Fromont et son fils Fromondin. Ils font remplir le moutier des gens de leur parage. Le comte Guillaume frappe son compère, lui donne un grand coup de l'épieu poitevin, dont il lui enfonce tout le fer dans le corps, il lui brise deux des côtes du milieu, tellement le coup fut violent ; Garin tombe à terre. Le Loherain s'est relevé sur ses pieds et tire l'épée dès qu'il a senti la mort, il frappe de terribles et merveilleux coups ; que de blessés, que de tués ! Le baron en a mis à mal plus de quatorze. Enfin l'évêque Lancelin le frappe, ainsi que le vieux Fromont et son fils Fromondin ; ils ont fait mourir le duc, que Dieu lui fasse merci ! Garin gît parmi ceux qu'il a tués comme un chêne au milieu de petits arbres... »
D'après La mort de Garin le Loherain, vers 4729-4753 de l'éd. Édélestand Du Mérie.

### Éditions et traductions

#### Éditions
- Li romans de Garin le Loherain, par Paulin Paris, Paris (Romans des douze pairs de France, 2-3), 1833-1835, [disponible en ligne] ;
- Garin le Loheren, par Josephine Elvira Vallerie, Ann Arbor, Edwards, 1947 ;
- Garin le Loherenc, par Anne Iker-Gittleman, Paris, Champion (Les classiques français du Moyen Âge, 117-119), 1996-1997, 3 t.

#### Traductions
- Garin le Loherain, mise en nouveau langage par Paulin Paris, Paris, Claye (Hetzel), 1862 ;
- Garin le Lorrain, traduite en français moderne par Bernard Guidot, Nancy, Presses universitaires de Nancy; Éditions Serpentoise, 1986 ;
- Garin le Lorrain, Chanson de geste renouvelée par Paul Tuffrau, Séguier, 1999 ;
- Garin le Lorrain, traduction en français moderne par Jean-Pierre Martin, Paris, Honoré Champion Éditeur, 2025.

### Présentations et études
- Jean-Charles Herbin, « Variations, vie et mort des Loherains. Réflexions sur la gestation et les paradoxes d'un grand cycle épique », Cahiers de recherches médiévales, 12, 2005, p. 147-174, disponible en ligne ;
- Jean-Pierre Martin, « Geste des Lorrains », Dictionnaire des lettres françaises: le Moyen Âge, Paris, Fayard, 1992, p. 525-529 ;
- François Suard, Guide de la chanson de geste et de sa postérité littéraire, Honoré Champion, 2011, p. 213-214.

#### Consultation en ligne
- Garin le Loherain. Chanson de geste, composée au XIIe siècle par Jean de Flagy. Mise en nouveau langage par A. Paulin Paris, 1862, numérisé par l'Université de Toronto
- Paulin Paris, Étude sur les Chansons de geste et sur le Garin le Loherain de Jean de Flagy, 1863, Livre numérique / Google